# ソクラティス・パパスタソプーロス
ソクラティス・パパスタソプーロス（ギリシア語: Σωκράτης Παπασταθόπουλος、Sokratis Papastathopoulos、1988年6月9日 - ）は、ギリシャ・カラマタ出身の元サッカー選手。現役時代のポジションはディフェンダー（DF）。ソクラティス・パパスタソプロスと表記されることもある。W杯で得点した選手の中でファミリーネームが最も長いという記録を持っている。「ソクラティス」は、古代の哲学者ソクラテスの名前の現代ギリシャ語読みである。

## 経歴

### クラブ

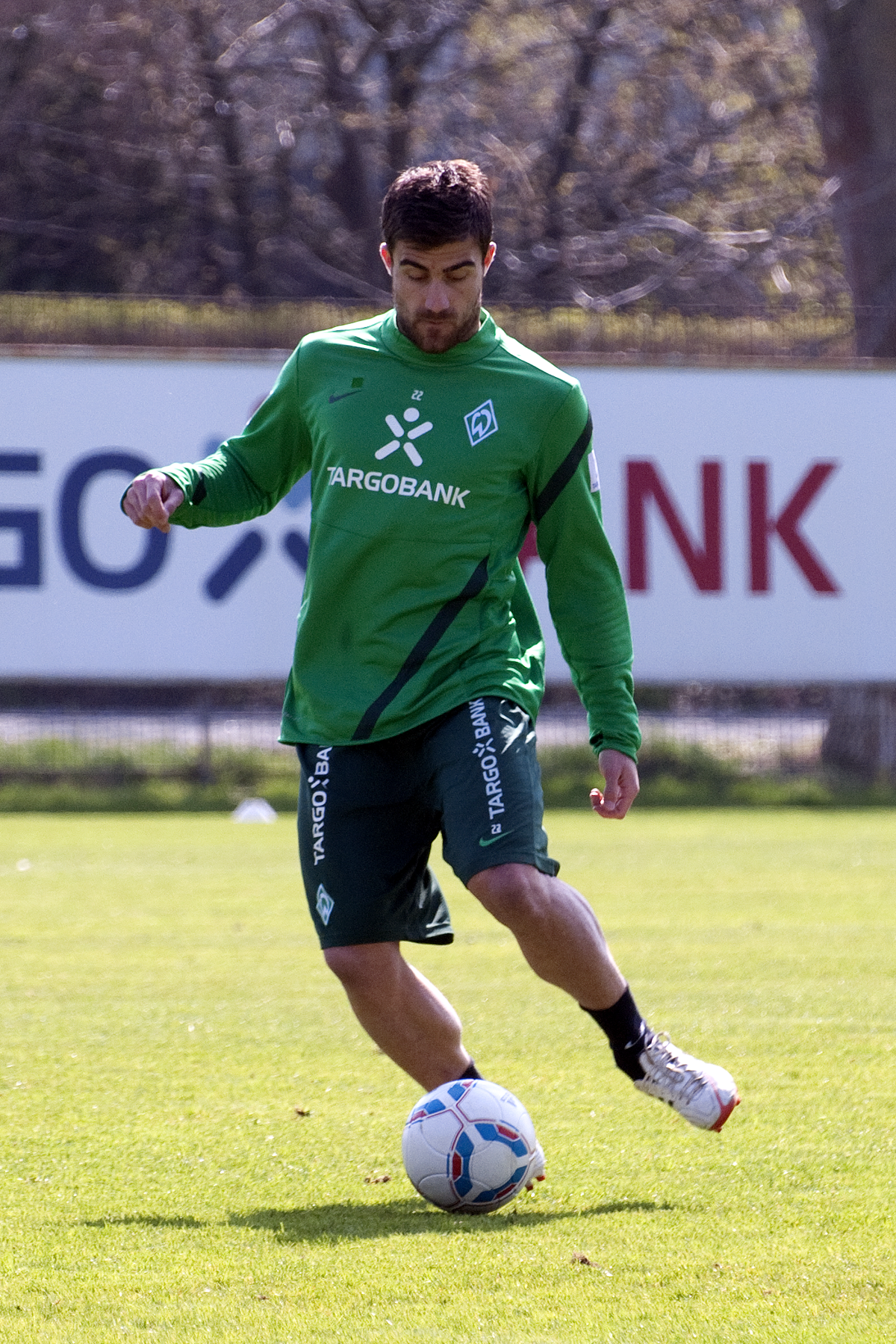
ブレーメンでのパパスタソプーロス

2005年からAEKアテネFCでプロキャリアをスタートさせ、2006年1月、ニキ・ヴォロスFCにレンタル移籍した。
2008年にジェノアCFCへ移籍。サルヴァトーレ・ボッケッティ、ジュゼッペ・ビアーヴァ、マッテオ・フェラーリらとのポジション争いとなり21試合出場に留まったが、シーズン終了後にフェラーリが、冬にビアーヴァがそれぞれ移籍すると主軸として定着。エミリアーノ・モレッティ、冬にビアーヴァと入れ替わりで入団したダリオ・ダイネッリらと3バックを形成した。
2010年7月20日、ACミランへジェノアとの共同保有で移籍。高齢化が進んだ最終ラインの次代の主軸として期待されたが、アレッサンドロ・ネスタ、チアゴ・シウヴァ、マリオ・ジェペスなどからポジションを奪えずに2011年6月14日に共同保有先のジェノアへわずか1年で復帰。その後、7月21日にヴェルダー・ブレーメンへのレンタル移籍が決まった。
ここでの活躍が認められ、2012年8月31日、ブレーメンへ完全移籍した。
2013年5月28日、ボルシア・ドルトムントへ5年契約での移籍が発表された。当時のドルトムントはマッツ・フンメルスとネヴェン・スボティッチが牙城を築いており、ソクラティスはサードチョイスだった。2015-16シーズンはトーマス・トゥヘル監督の下でスボティッチからポジションを奪取した。
2018年7月2日、アーセナルFCに移籍した。背番号は5番。
2020-21シーズン、アーセナルは夏の移籍市場で売却が進まず選手登録枠を超える人数の選手がチームに残留することになった。その結果、昨季のリーグ中断明けからほとんど出場のなかったソクラテスがエジルと共にヨーロッパリーグの選手登録リスト及びプレミアリーグの選手登録リストの双方から外れることとなりチームに所属していながらトップチームの試合に出場できない状況となった。2021年1月20日、双方合意のもとアーセナルと契約解除することが公式に発表された。
2021年1月25日、オリンピアコスFCと2023年までの契約を結んだ。
2023年10月26日、レアル・ベティスにフリーで移籍し、1年契約を結んだ。
2024年5月19日、シーズン終了後に現役を引退することを表明した。

### 代表
ギリシャ代表としてはU-19、U-21に招集された経験があり、2008年からA代表に招集されている。同年にドイツで開催されたUEFA EURO 2008では最終登録メンバーから落選、4年後のUEFA EURO 2012では代表入りを果たしたが、グループリーグ初戦のポーランド代表では前半に2枚のイエローカードを掲示され主審から退場処分を受けた。
2014年にブラジルで開催された2014 FIFAワールドカップでも代表入りを果たし、決勝トーナメント1回戦のコスタリカ代表では後半アディショナルタイムに同点ゴールをあげる活躍を見せたが、試合はPK戦にもつれこんだ末に敗れた。

## 代表歴

### 出場大会
- ギリシャ代表
  - 2010年 - 2010 FIFAワールドカップ (グループリーグ敗退)
  - 2012年 - UEFA EURO 2012 (ベスト8)
  - 2014年 - 2014 FIFAワールドカップ (ベスト16)

### 試合数
- 国際Aマッチ 90試合 3得点（2008年-2019年）[14]

| ギリシャ代表 | 国際Aマッチ | 国際Aマッチ |
| 年           | 出場        | 得点        |
| ------------ | ----------- | ----------- |
| 2008         | 5           | 0           |
| 2009         | 5           | 0           |
| 2010         | 8           | 0           |
| 2011         | 7           | 0           |
| 2012         | 12          | 0           |
| 2013         | 9           | 0           |
| 2014         | 8           | 1           |
| 2015         | 8           | 1           |
| 2016         | 9           | 0           |
| 2017         | 7           | 1           |
| 2018         | 7           | 0           |
| 2019         | 5           | 0           |
| 通算         | 90          | 3           |

### 得点
| #  | 開催年月日    | 開催地       | 対戦国       | スコア | 結果 | 試合概要                                          |
| -- | ------------- | ------------ | ------------ | ------ | ---- | ------------------------------------------------- |
| 1. | 2014年6月29日 | レシフェ     | コスタリカ   | 1-1    | 1-1  | 2014 FIFAワールドカップ                           |
| 2. | 2015年6月13日 | フェロー諸島 | フェロー諸島 | 1-2    | 1-2  | UEFA EURO 2016予選                                |
| 3. | 2017年11月9日 | ザグレブ     | クロアチア   | 1-2    | 1-4  | 2018 FIFAワールドカップ・ヨーロッパ予選プレーオフ |

## タイトル

### クラブ
ACミラン
- セリエA：1回 (2010–11)

ボルシア・ドルトムント
- DFLスーパーカップ：1回 (2013, 2014)
- DFBポカール：1回 (2016-17)

アーセナルFC
- FAカップ：1回 (2019-20)
- FAコミュニティ・シールド：1回 (2020)

オリンピアコスFC
- ギリシャ・スーパーリーグ : 2回 (2020-21, 2021-22)